# Павленко Людмила Володимирівна
Людмила Володимирівна Павленко (16 вересня 1981, с. Дмитрівка Золотоніського району Черкаської області) — українська лижниця, біатлоністка. Заслужений майстер спорту України з лижних перегонів (2005).

## Біографія
Людмила Володимирівна Павленко народилась 16 вересня 1981 року в селі Дмитрівка Золотоніського району, Черкаської області. Багаторазова чемпіонка та призерка чемпіонатів і кубків світу з лижних перегонів та біатлону 2003–2005 років. Одна із лідерок паралімпійської збірної команди зразка 2006 року. Чемпіонка і срібна призерка з біатлону та бронзова призерка з лижних перегонів кубку світу 2009 року м. Сьюсьоен (Норвегія); срібна і бронзова призерка з біатлону та дворазова бронзова призерка з лижних перегонів чемпіонату світу 2009 року з лижних перегонів та біатлону у м. Вуокатті (Фінляндія).
На Паралімпійських іграх 2014 в Сочі організатори намагалися не дати Людмилі Павленко, яка здобула три медалі на цих Іграх (золото, срібло і бронзу) та була призначена прапороносцем на церемонію закриття, вийти на церемонію із закликами до миру. Вона одягла вінок, прикрашений стрічками з написами, «мир», «англ. peace», однак організатори їх зірвали. Хотіли також зірвати цей напис з кофтини, однак Людмила заявила, що тоді вона не вийде з прапором. Відстояти свою позицію Людмилі допомогли спортсмени з інших країн, які доводили організаторам церемонії, що у слові «мир» нічого поганого немає, і що вони теж всі ми — за мир. Тільки тоді представники організаторів церемонії відійшли.
Нагороджена орденом княгині Ольги III ступеня (2006 рік).
Перемогла у номінації «Персональні здобутки» конкурсу «Десять видатних молодих людей України».

## Паралімпійські нагороди

### 2014
- — Лижні перегони, 12 км, сидячи[6]
- — Лижні перегони, 5 км сидячи
- — Лижні перегони, 10 км сидячи[7]

### 2010
- Біатлон

### 2006
- — Лижні перегони

- — Лижні перегони

- — Біатлон

- — Біатлон